# Fala Chen
Fala Chen (Chengdu, 24 febbraio 1982) è un'attrice e cantante cinese.

## Biografia
Chen è nata e cresciuta a Chengdu, Sichuan, in Cina fino all'età di 14 anni, quando è emigrata ad Atlanta, in Georgia, negli Stati Uniti, con i suoi genitori. 
Durante le sue vacanze universitarie ha preso parte a dei concorsi per pagare le tasse universitarie, tra cui il Miss Chinese International Pageant 2005, che è stato ospitato a Hong Kong, dove si è classificata al 1º posto, dando il via alla sua carriera nel mondo dello spettacolo.

## Filmografia

### Attrice

#### Cinema
- Laughing Gor: Bin chit (2009)
- See piu fung wan (2010)
- 72 ga cho hak (2010)
- I Love Hong Kong, regia di Eric Tsang (2011)
- Jin chou fu lu shou (2011)
- Kei yau yeh (2013)
- Revenge of the Green Dragons (2014)
- Shen mi bao zang (2017)
- Shang-Chi e la leggenda dei Dieci Anelli (Shang-Chi and the Legend of the Ten Rings), regia di Destin Daniel Cretton (2021)
- Godzilla e Kong - Il nuovo impero (Godzilla vs Kong - The New Empire), regia di Adam Wingard (2024)
- La ballata di un piccolo giocatore (The Ballad of a Small Player), regia di Edward Berger (2025)

#### Televisione
- Forensic Heroes – serie TV, 25 episodi (2006)
- Tong sum fung bo – serie TV, 40 episodio (2007)
- See lai bing tuen – serie TV, 21 episodi (2007)
- Yuen loi oi sheung chaak – serie TV, 20 episodi (2008)
- Gar ho yuet yuen – serie TV, 40 episodi (2008)
- Gung Ju Ga Do – serie TV, 31 episodi (2010)
- Gan gwok hiu hung: Yee hoi ho ching – serie TV, 32 episodi (2010)
- Links to Temptation – serie TV, 20 episodi (2010-2011)
- Grace Under Fire – serie TV, 32 episodi (2011)
- Lives of Omission – serie TV, 30 episodi (2011)
- Queens of Diamonds and Hearts – serie TV, 25 episodi (2012)
- Triumph in the Skies II – serie TV, 43 episodi (2013)
- Will Power – serie TV, 32 episodi (2013)
- Da Mo Yao – serie TV, 36 episodi (2014)
- The Undoing - Le verità non dette (The Undoing) – miniserie TV, 2 puntate (2020)
- Irma Vep - La vita imita l'arte (Irma Vep) – miniserie TV, 5 puntate (2022)

### Doppiatrice
- Cattivissimo me 3 (2017) - Lucy Wilde (voce cantonese)
- Shang-Chi e la leggenda dei Dieci Anelli, regia di Destin Daniel Cretton (2021)

## Riconoscimenti
Miss Asian America 2002
Miss Chinatown USA 2003
Miss NY Chinese 2004
Miss Chinese International 2005
- TVB Anniversary Awards
  - 2007 – Miglior attrice non protagonista per Steps
  - 2010 – Miglior attrice non protagonista per No Regrets
- Next TV Awards
  - 2007 – Miglior attrice emergente
  - 2008 – Artista femminile più promettente
  - 2008 – Acting Improvement Award
  - 2009 – Stylish Female Artist
  - 2010 – Top 10 Artist (No. 10)
  - 2011 – Top 10 Artist (No. 9)
- StarHub TVB Awards
  - 2009 – Miglior attrice per Moonlight Resonance
  - 2011 – Perfect Smile Award
  - 2011 – My Favorite TVB Female Character per No Regrets – Lau Ching
  - 2012 – My Favorite TVB Female Character per Queens of Diamonds and Hearts – Chung Mo-Yim
- My AOD Malaysia My Favourite TVB Series Presentation
  - 2010 – Miglior attrice non protagonista per No Regrets
  - 2011 – Miglior coppia sullo schermo per Lives of Omission – Fala Chen e Michael Tse
  - 2011 – My Favourite Top 15 Characters per Lives of Omission – Jodie
- Asian Television Award
  - 2011 – Miglior attrice non protagonista per No Regrets
- Jade Solid Gold Best Ten Music Awards Presentation
  - 2012 – Newcomer Impact Award
- TVB8 Golden Music Awards
  - 2012 – Best Newcomer Award
- 10th Huading Awards
  - 2013 – Miglior attrice cinese in una serie televisiva per Queen of Diamonds and Hearts
- IFPI Hong Kong Top Sales Music Awards
  - 2013 – Best Newcomer Award